# Galliumarsenidphosphid
Galliumarsenidphosphid (GaAs1−xPx) ist eine Legierung und III-V-Verbindungshalbleiter bestehend aus den beiden Halbleitern Galliumarsenid (GaAs) und Galliumphosphid (GaP).
Galliumarsenidphosphid wird als Werkstoff im Bereich der Optoelektronik für die Herstellung von roten, orangen bis gelben Leuchtdioden (LED) verwendet. Die konkrete Farbe wird durch das Mischungsverhältnis der beiden Grundsubstanzen eingestellt, dies wird als x in der Summenformel ausgedrückt. Damit lässt sich der Bandabstand des Halbleitermaterials verändern und damit seine optischen Eigenschaften beeinflussen. Zur qualitativen Verbesserung von Leuchtdioden basierend auf diesem Werkstoff werden Strukturen mit einer Dotierung aus Stickstoff (N) eingesetzt, und der Werkstoff als GaAsP:N bezeichnet.
Bei dem Mischungsverhältnis von x = 0,45 weist GaAs55P45 einen Bandabstand 1,98 eV auf und ist unter der CAS-Nummer 60953-19-7 handelsüblich.